# Квон Киок
Квон Киок (Пхеньян, Корейская империя, 11 января 1901 года — 19 апреля 1988 года) — первая кореянка-пилот, первая женщина-пилот в Китае.

## Биография
Квон родилась в деревне Сансугу близ Пхеньяна, она была вторым ребёнком Квон Тонгак и Чан Мунмён.
Квон посещала пхеньянскую школу Сунхён, которую окончила в 1918; за год до выпуска Квон увидела аэробатическое выступление американского пилота Арта Смита. В следующем году она приняла участие в деятельности движения Самиль, за что отсидела три месяца в тюрьме; после освобождения Квон помогала собирать пожертвования Корейской патриотической женской организации, за что была арестована и посажена в тюрьму на 6 месяцев. После освобождения Киок бежала в Китай, где поступила в возглавляемую американской миссионеркой Эллен Петерсон женскую школу Хундао в Ханчжоу, где училась китайскому и английскому языкам. Квон прошла четырёхгодичный курс за два года. В 1923 году она поступила в юньнаньский колледж ВВС Китая по рекомендации временного правительства Кореи, из которого выпустилась в 1925 году. После выпуска была переведена в Пекин, а в 1927 — в Нанкин. К 1940 Квон находилась в звании подполковника.
В 1945, с окончанием Второй мировой войны, а также с возвращением независимости Корее, Квон вернулась на родину, где принимала активное участие в формировании ВВС Южной Кореи. В Корейской войне служила в министерстве обороны Республике Корея. После войны Квон вернулась к гражданской жизни, работала вице-президентом Корейско-китайской культурной ассоциации с 1966 по 1975. За службу Корее Квон была многократно награждена, в том числе, в 1968 она получила личную благодарность президента страны, а в 1977 — Орден заслуг. Квон умерла 9 апреля 1988 и была похоронена на Сеульском государственном кладбище в Тонджакку.

## Поздние оценки
В августе 2003 Квон была избрана «активистом за независимость месяца» министерством по делам патриотов и ветеранов. Ко времени выпуска южнокорейского фильма Blue Swallow первой кореянкой-пилотом считалась Пак Кёнвон; так как сведения о том, что Квон была пилотом раньше, стали распространяться по стране, было принято решение о смене рекламной кампании фильма.

## Комментарии
1. ↑  кор. 상수구리?, 上水口里?
2. ↑  кор. 권돈각?, 權敦珏?
3. ↑  кор. 장문명?, 張文明?
4. ↑  кор. 숭현보통학교?, 崇賢普通學校?
5. ↑  кор. 대한애국부인회?, 大韓愛國婦人會?
6. ↑  кит. трад. 弘道女中, пиньинь Hóngdào Nǚ Zhòng; хангыль: 홍도여중